# حذف هافمن
حذف هافمن (به انگلیسی: Hofmann elimination) گونه‌ای از واکنش حذفی در شیمی آلی است که طی آن یک آمین ابتدا با متیل یدید واکنش داده و سپس محصول به‌دست‌آمده در حضور نقره(I) اکسید و آب به همراه گرما، تولید یک آمین نوع سوم و یک آلکن می‌کند. آلکن تولیدی در این واکنش از قاعده زایتسف تبعیت نمی‌کند. این واکنش نخستین بار توسط شیمی‌دان آلمانی آوگوست ویلهلم فون هفمان کشف شد.
نمونه‌ای از این واکنش، سنتز ترانس-سیکلواکتن است: